# Biopôle Clermont-Limagne
Pour les articles homonymes, voir Biopôle (homonymie).
Le Biopôle Clermont-Limagne est un technopôle pour l'accompagnement des entreprises innovantes dans le domaine des biotechnologies et des Sciences du vivant. Initialement situé sur la commune de Saint-Beauzire, en Auvergne, il  compte désormais 2 autres sites : à Riom et à Clermont-Ferrand. 

## Historique
Il a été créé en 1995 à l'initiative de la Communauté de communes de Limagne d'Ennezat. Il est historiquement le premier pôle d'excellence en France dédié aux biotechnologies et sciences du vivant. 
En 2020, il abrite une quarantaine d'entreprises, dont Limagrain, METabolic EXplorer, Carbios, Cyclopharma, Greentech, BioFilm Control, Biovitis, etc.

## Activités
Le Biopôle Clermont-Limagne est une pépinière d'entreprises et aide des porteurs de projets ou de jeunes entreprises à s'installer. Il accueille notamment un des Incubateurs d'entreprises innovantes liés à la recherche publique, « BUSI incubateur d'entreprises d’Auvergne ». 

Il vise également à regrouper des PME du même secteur, celui des Sciences du vivant, depuis la Recherche et Développement jusqu'à la production.  
En plus des entreprises privées, il abrite également des structures de regroupement tels que le pôle de compétitivité Céréales Vallée ou Nutravita (Cluster d’Excellence Auvergne en nutrition-santé et agroalimentaire).  